# Жизномир
Жизно́мир — село в Україні, у Бучацькій міській громаді Чортківського району Тернопільської області. Розташоване на річці Стрипа, у центрі району, неподалік районного центру, зліва автошляху Бучач — Золотий Потік — Лука — Незвисько.

## Історія

### Середньовіччя
Перша писемна згадка — 21 грудня 1439 року у протоколах галицького суду.
На початку ХІХ ст. дідичем (власником) Жизномира був представник шляхетського роду Даніель Ласький (Daniel Łaski), який у своєму заповіті 1810 р. вказав, що передає власну бібліотеку оо. Василіянам.

### Австрійський період

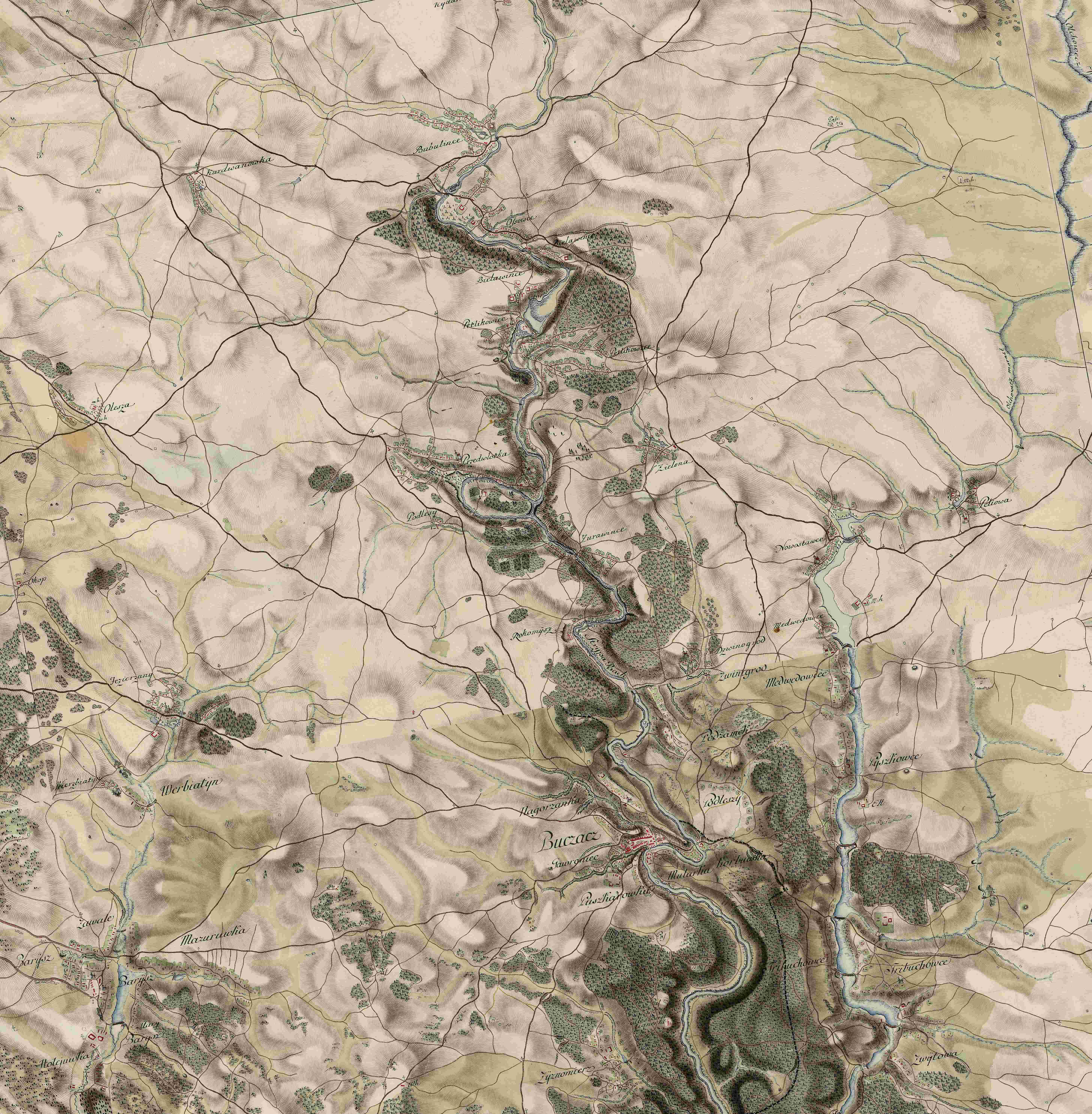
Жизномир на мапі фон Міґа, XVIII ст.

1841 р. — діяла парохіяльна школа. Діяли товариства «Просвіта» (точний час заснування філії невідомий, в 1902 р. «просвітяни» збудували мурований, накритий черепицею будинок), «Сокіл», «Січ», «Відродження» (наймолодша громадська організація, протиалкогольне товариство, засновник філії — абсольвент коломийської гімназії Михайло Луців), кооперативи.
1902 р. — жителі села брали участь в хліборобському страйку; орендар Корнбліг із сином та службовиками самі косили та годували худобу.
1905 р. збудовано школу з двома великими класами та 2-кімнатним мешканням для вчителя.
1907 р. — заснована філія пожежно-руханкового товариства «Січ» (кошовий — Гринь Дмитрів).
Перед 1914 р. жизномирці мали 900 моргів поля на 220 родин.
1910 р. — крамницю читальні «Просвіти» переорганізовано на кооперативну.
1914 р. — Гринь Дмитрів, Олекса Данькович, Іван Пиндиківський брали участь у Здвизі Соколів та Січей у Львові.

### Перша світова й Українська Революція
За 9 місяців українсько-польської війни 1918—1919 рр. загинули, померли від тифу, пропали безвісти 38 осіб.

### У складі Другої Речі Посполитої
1920—1922 роки — встановлення окупаційної влади, переслідування активних та свідомих українців, часті провокації з боку влади. Восени 1921 р. відновлено читальню «Просвіти», при ній відкрито крамницю. Активістами «Просвіти» організовано курс для неграмотних. Осінь 1922 р. читальняну крамницю перетворено на кооперативу «Косар».

### Незалежна Україна
12 червня 2020 року, відповідно до розпорядження Кабінету Міністрів України № 724-р «Про визначення адміністративних центрів та затвердження територій територіальних громад Тернопільської області» увійшло до складу Бучацької міської громади.
19 липня 2020 року, в результаті адміністративно-територіальної реформи та ліквідації Бучацького району, увійшло до складу новоутвореного Чортківського району.
З 11 грудня 2020 р. належить до Бучацької міської громади.

## Політика

### Парламентські вибори, 2019
На позачергових парламентських виборах 2019 року у селі функціонувала окрема виборча дільниця № 610151, розташована у приміщенні школи.
Результати
- зареєстровано 1237 виборців, явка 60,63%, найбільше голосів віддано за «Слугу народу» — 39,70%, за Всеукраїнське об'єднання «Батьківщина» — 13,73%, за «Голос» — 11,44%.[13] В одномандатному окрузі найбільше голосів отримав Микола Люшняк (самовисування) — 45,93%, за Ігоря Сопеля (Слуга народу) — 20,19%, за Степана Брацюня (Конгрес українських націоналістів) — 7,72%[14].

## Динаміка населення
- 1841 р. — 703 українці
- 1880 р. — 1004 (95,1 %) українців, 21 (2,0 %) поляків, 30 (2,9 %) євреїв
- 1900 р. — 1313 (94,6 %) українців, 43 (3,0 %) поляків, 22 (2,4 %) євреїв
- 1912 р. — 1290 (94,2 %) українців, 10 (0,7 %) поляків, 70 (5,1 %) євреїв
- 1939 р. — 1780 (92,2 %) українців, 150 (в тому числі 110 колоністів; 7,8 %)[4].

### Еміграція
До 1914 р. виїхали 104 особи, повернулись 41.
1920—1939 рр. — 34 особи (ніхто не повертався).
Під час і після Другої світової війни виїхали 110 осіб: США — 53, Канада — 56, Австралія — 1 особа. З колишніх дивізійників 14-ї зброї СС дивізії «Галичина» (в Ріміні було 28 осіб) частина осіли у Великій Британії, дехто повернувся додому.

## Соціальна сфера
Діють загальноосвітня школа I—III ступенів, клуб, бібліотека, ФАП, дошкільний заклад, відділення зв'язку, ПАП «Жизномир».

## Релігія
- Монастир Преображення Господнього (поблизу села, тепер у лісі; 1606 р., збереглись залишки), розташовувався спочатку в травертиновій скелі.
- Церква Царя Христа (1885; мурована);
- Капличка.

## Пам'ятки
- Оборонна церква монастиря Преображення Господнього (згоріла разом з монастирем 1798 р.) — пам'ятка архітектури національного значення, охоронний номер 157.
- Символічна могила[d] Борцям за волю України (1942; відновлено 1994) та УСС — пам'ятка історії місцевого значення, охоронний номер 1333.
- Пам'ятник[d] «Борцям за волю України» — пам'ятка історії місцевого значення, охоронний номер 1334.
- Пам'ятник Тарасові Шевченку (1964) — пам'ятка монументального мистецтва місцевого значення, охоронний номер 143.
- Поселення Жизномир I[d] (давньоруський час, XII—XIII ст.) — пам'ятка археології місцевого значення, охоронний номер 1233.
- Монастирська ділянка і дуб Тараса Шевченка (посаджений на честь 100-річчя від дня народження поета), зростає біля школи — ботанічні пам'ятки природи місцевого значення.

Є також:
- Пам'ятний хрест на честь скасування панщини (відновлений 1992).
- Пам'ятний хрест на місці загибелі 3-х вояків УПА (1992).

## Відомі люди

### Народилися
- Олексій Бабій (1909—1944) — діяч ОУН і УПА;
- Михайло Василик (1919—1951) — діяч ОУН і УПА;
- Іван Винник (1915—1999) — український громадський діяч, меценат у США;
- Володимир Гуляк (1912—1941) — діяч ОУН і УПА, окружний провідник ОУН Чортківщини;
- Гуляк Степан (1906 — 1979) — офіцер 14-ї гренадерської дивізії військ СС «Галичина», український громадський діяч у Канаді;
- Юліан Гуляк (1915—1944) — діяч ОУН і УПА, провідник ОУН Тернопільської області (осінь 1940—1941), керівник організаційної референтури Крайового Проводу ОУН Західних Українських Земель (1941—1944);
- Іван Данькович (нар. 1911) — український громадський діяч у Канаді;
- Диня Юрій Йосипович (1973—2016) — солдат Збройних сил України, учасник російсько-української війни.
- Ілько Клим (1902—?) — український громадський діяч у Канаді;
- Михайло Коваль (1886 — р. і місце смерті невідомі) — український громадський діяч у Канаді;
- Іван Кривенький (1919—1950) — надрайоновий референт СБ УПА;
- Степан Кривенький (нар. 1927) — український співак-аматор;
- Йосиф Король (1892 — р. і місце смерті невідомі) — український громадський діяч у Канаді;
- Роман Лесів — український художник та дослідник історії краю;
- Григорій Лисий (1888—1972) — український педагог, пасічник, громадський діяч;
- Михайло Лисий (1911—1970) — український громадський діяч у Канаді;
- Володимир Мельник (нар. 1941) — український громадський діяч, доктор технічних наук, професор;
- Юліан Павлишин (1908 — р. см. невідомий) — український медик, пластовий діяч у США;
- Ольга Саварин (нар. 1930) — українська громадська діячка в Канаді;
- Володимир Соханівський (1925—2003) — український лікар, редактор, громадський діяч;
- Михайло Соханівський (1915—1999) — український актор, співак хору і диригент;
- Михайло Станкевич (1948—2017[15]) — український мистецтвознавець, педагог, громадський діяч;
- Іван Стойко (нар. 1961) — український громадсько-політичний діяч;
- Ольга Христенко (1980) — історик, журналіст, публіцист;
- Степан Шепелявий (1897) — р. і місце смерті невідомі) — український громадський діяч, меценат у США.
- Степан Данкович (1925—2017) Діяч- ОУН і УПА

### Пов'язані із селом
- Босаків Петро Семенович (пом. 1940) — бучацький районовий провідник ОУН, застрелений більшовицьками,[16] спочатку був похований на цвинтарі селі Підлісся біля Бучача у квітні 1940 року, 1942 році перепохований у селі Жизномир.[17]
- Винник Петро — громадський активіст[18]
- Зацний Лев — діяч ОУН, у гостях в Юліяна Гуляка.[19]
- Пиндюра Дмитро — війт села (18 років), учасник австро-пруської війни 1866 р.[5]

## Галерея

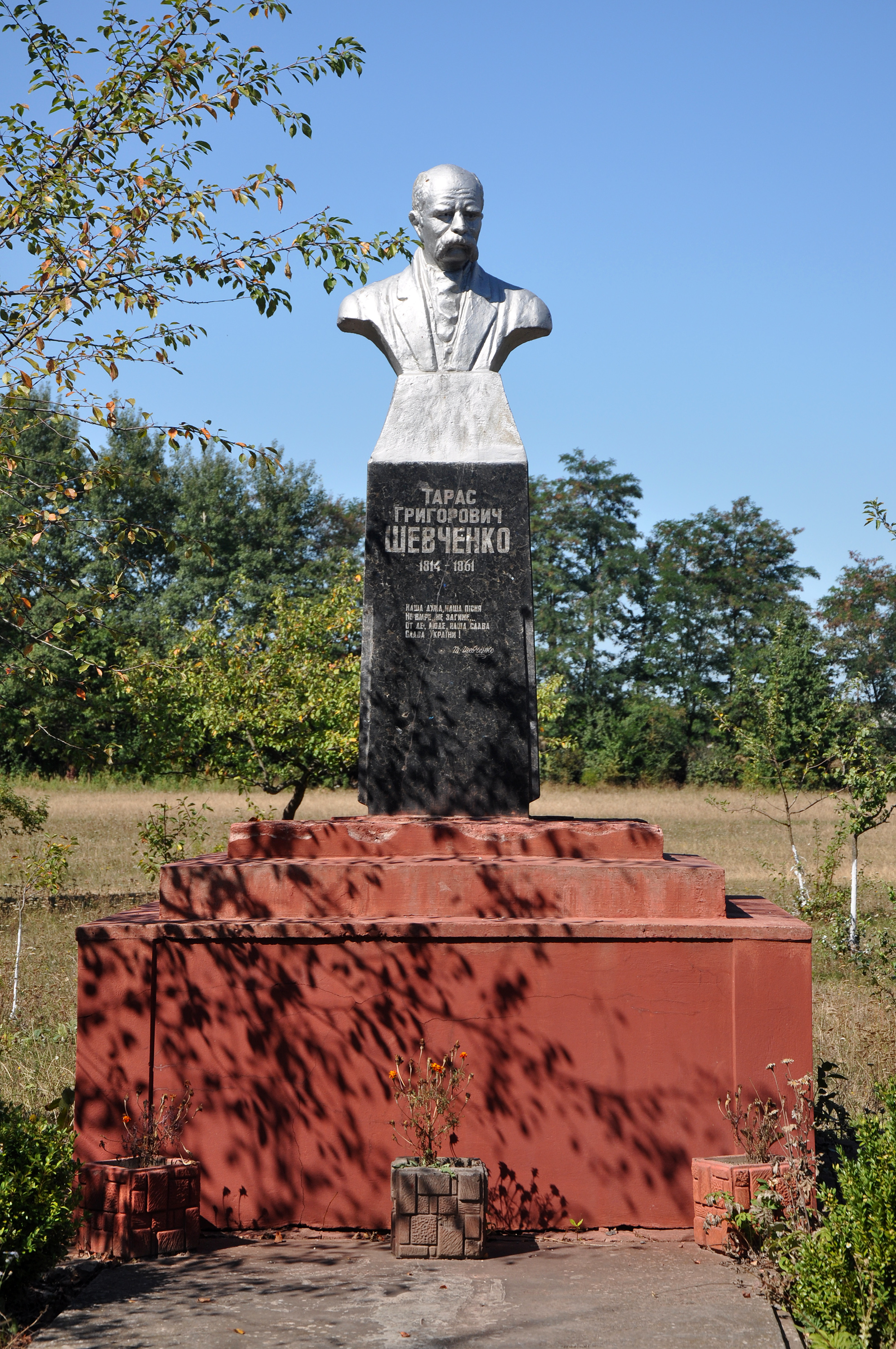
Пам'ятник Тарасові Шевченку
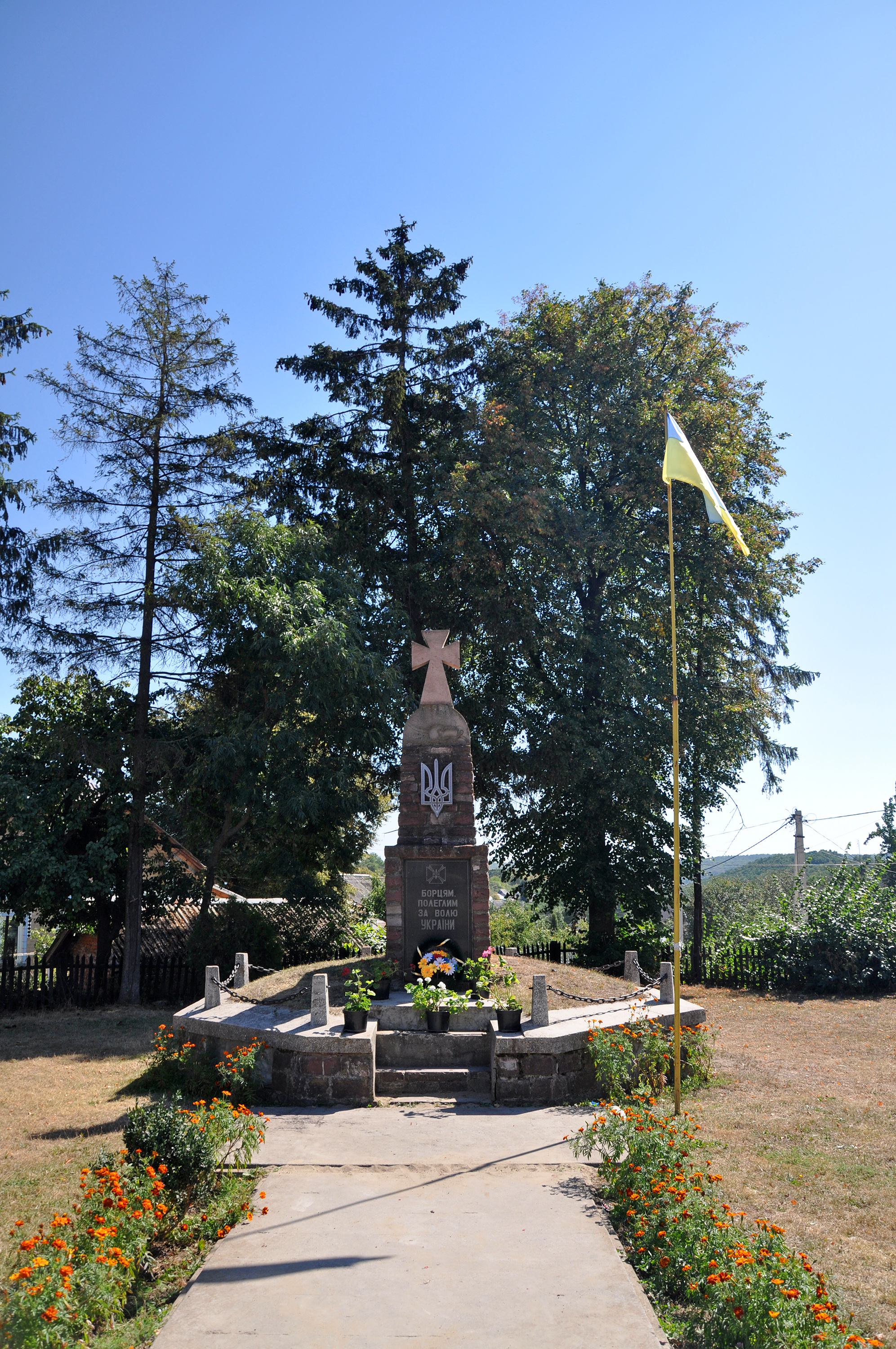
Пам'ятник «Борцям за волю України»
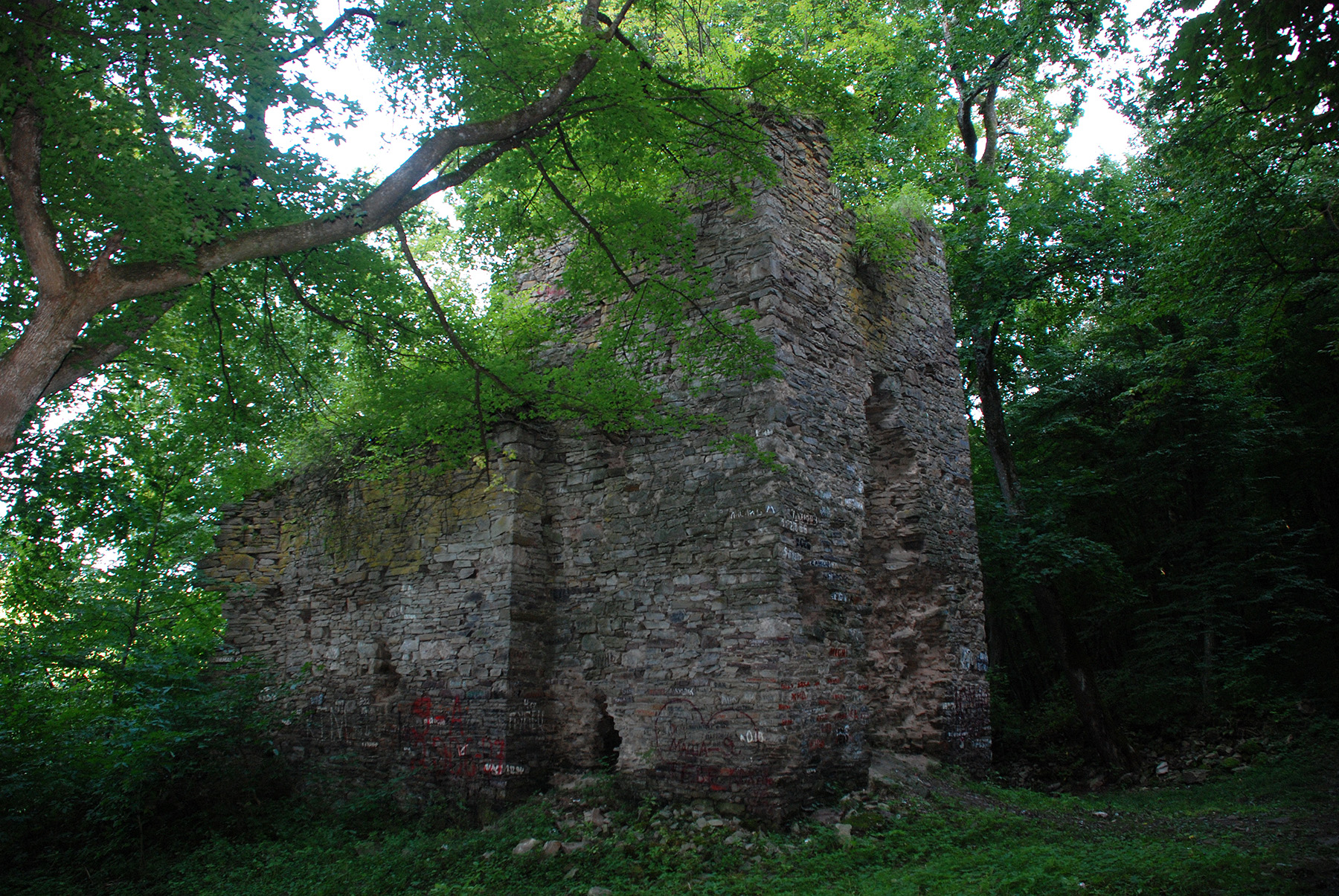
Руїни оборонної церкви в урочищі Монастирок
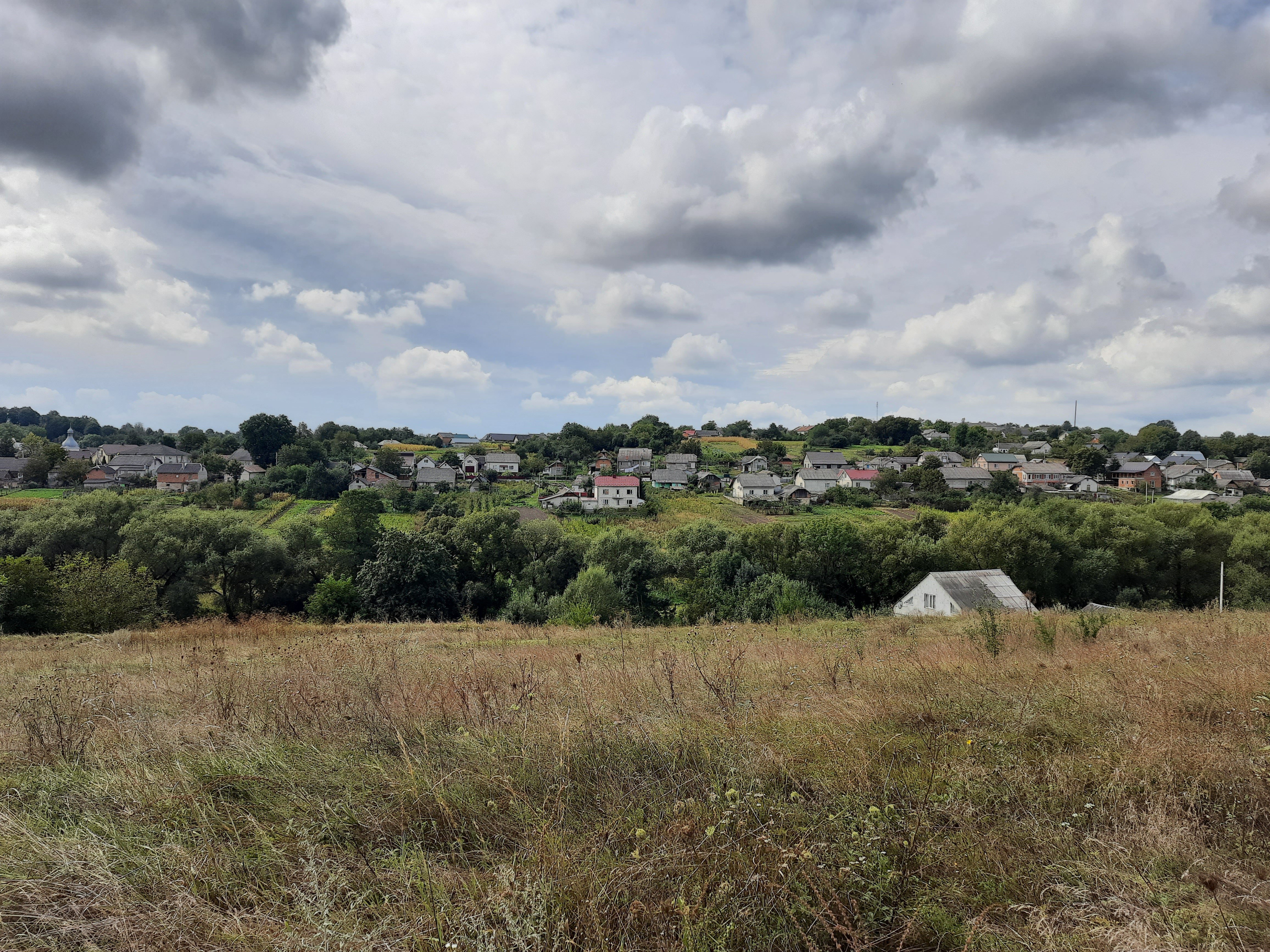
Вигляд на село з пагорба
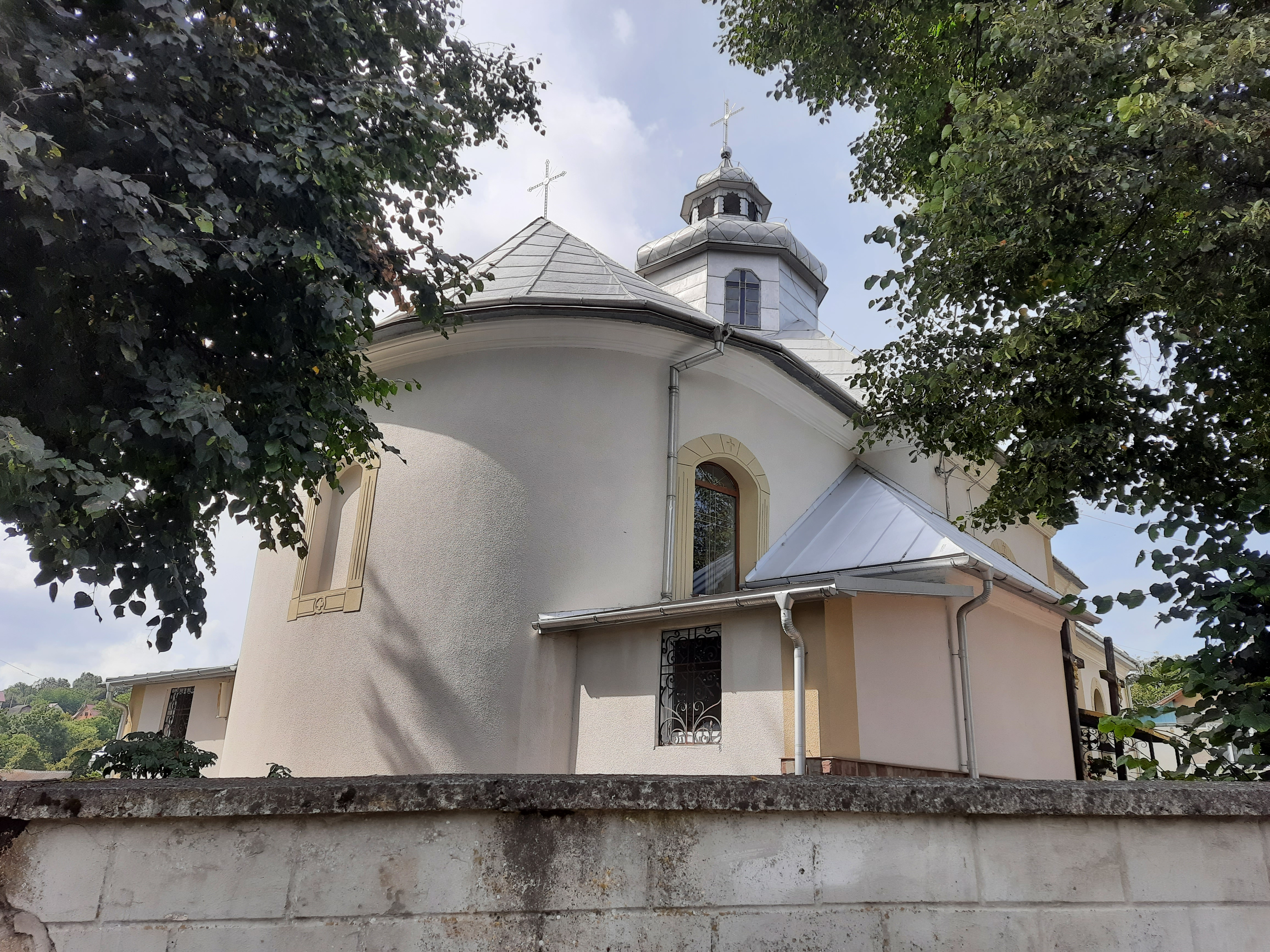
Церква Царя Христа
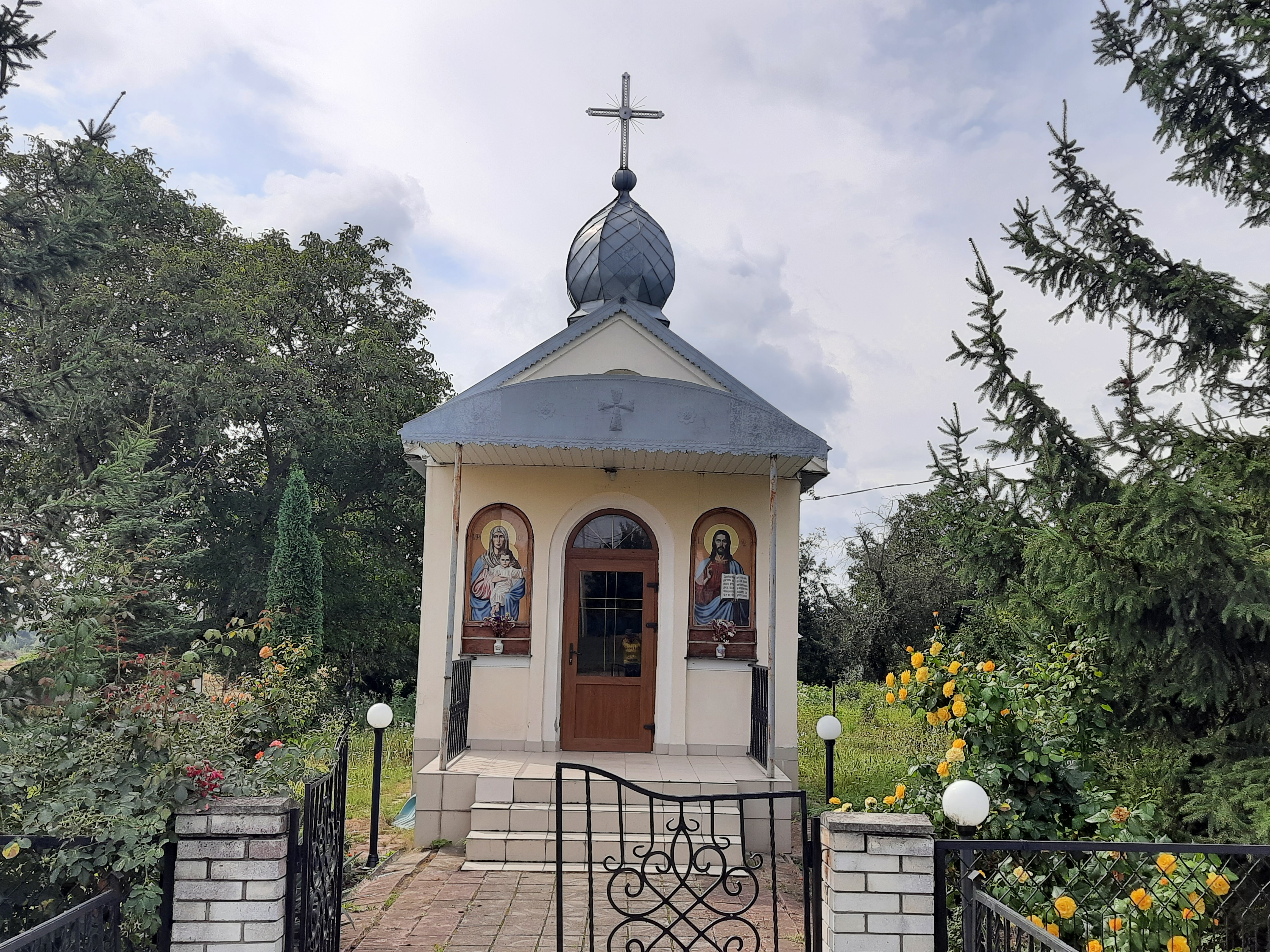
Капличка
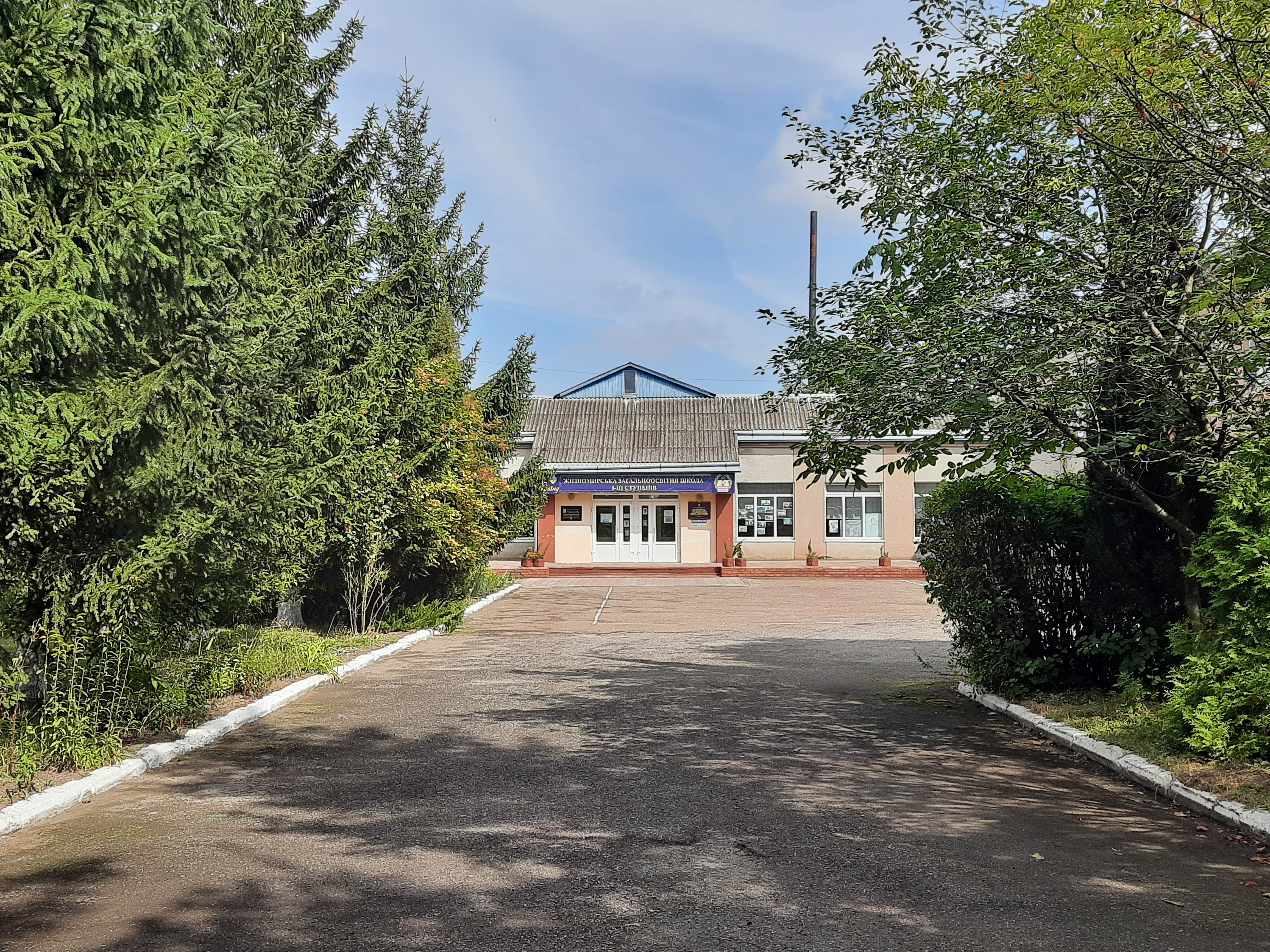
Школа
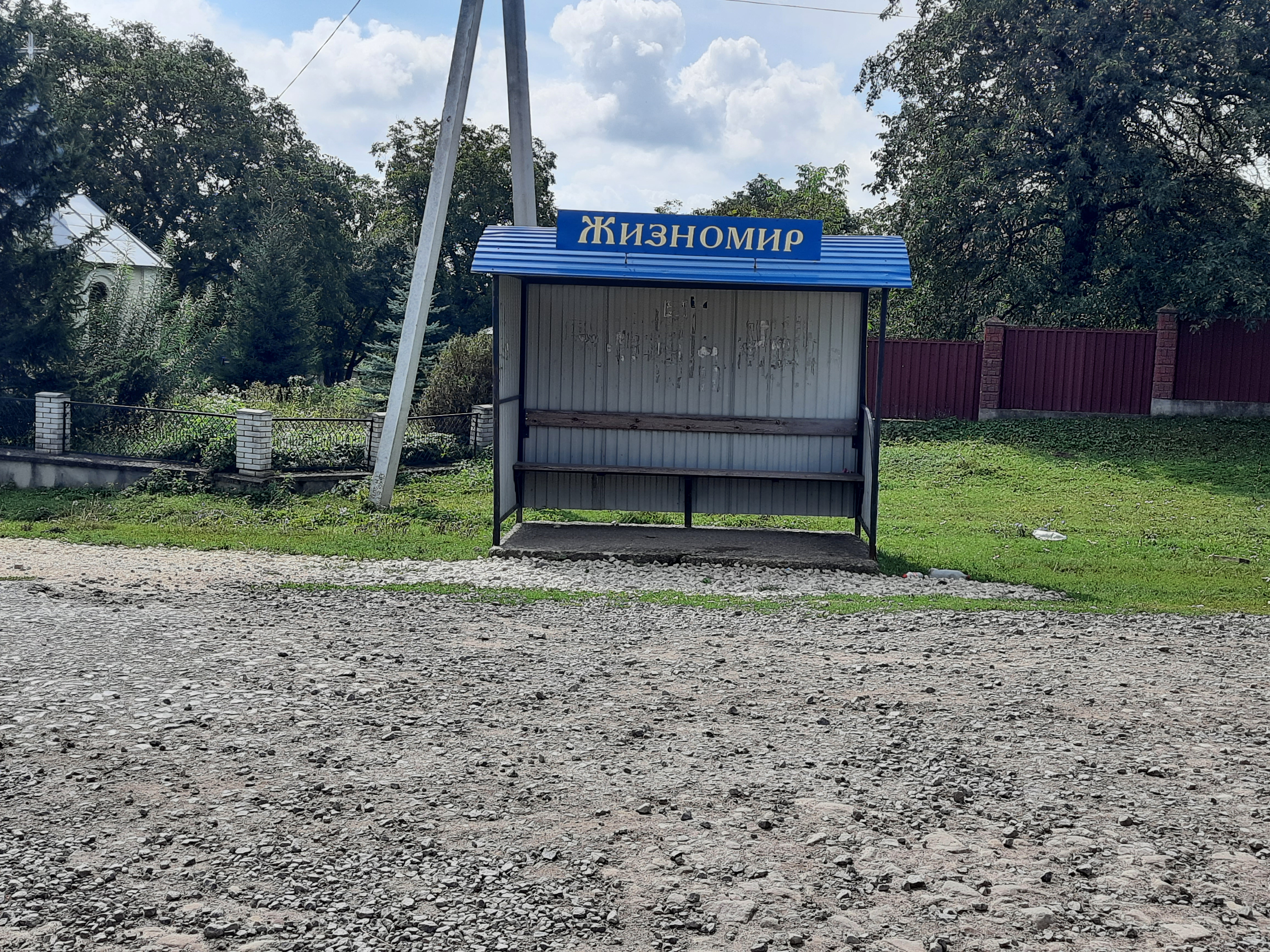
Автобусна зупинка

## Зауваги
1. ↑  в українських джерелах його звуть Данило